# Julius Flügge
Julius Flügge (* 18. März 1843 in Kiel; † 2. September 1920 in Essen) war ein deutscher Architekt des Historismus, hier besonders der Neugotik. Er war insbesondere für seine Kirchenbauten bekannt, Bauwerke nach seinen Entwürfen entstanden vor allem im Ruhrgebiet.

## Leben
Flügge studierte bei Georg Gottlob Ungewitter an der Höheren Gewerbeschule Kassel und vollendete seine Ausbildung unter anderem an der Kölner Dombauhütte. Zunächst von Köln aus tätig, ging er 1869 nach Essen und arbeitete dort als selbstständiger, freiberuflicher Architekt, zunächst von 1870 bis 1876 in Sozietät mit Peter Zindel, später mit Carl Nordmann.
Seine Entwürfe für evangelische Kirchen entsprachen in ihrer Konzeption dem Eisenacher Regulativ von 1861.

## Werk (Auswahl)

### Bauten und Entwürfe (unvollständig)

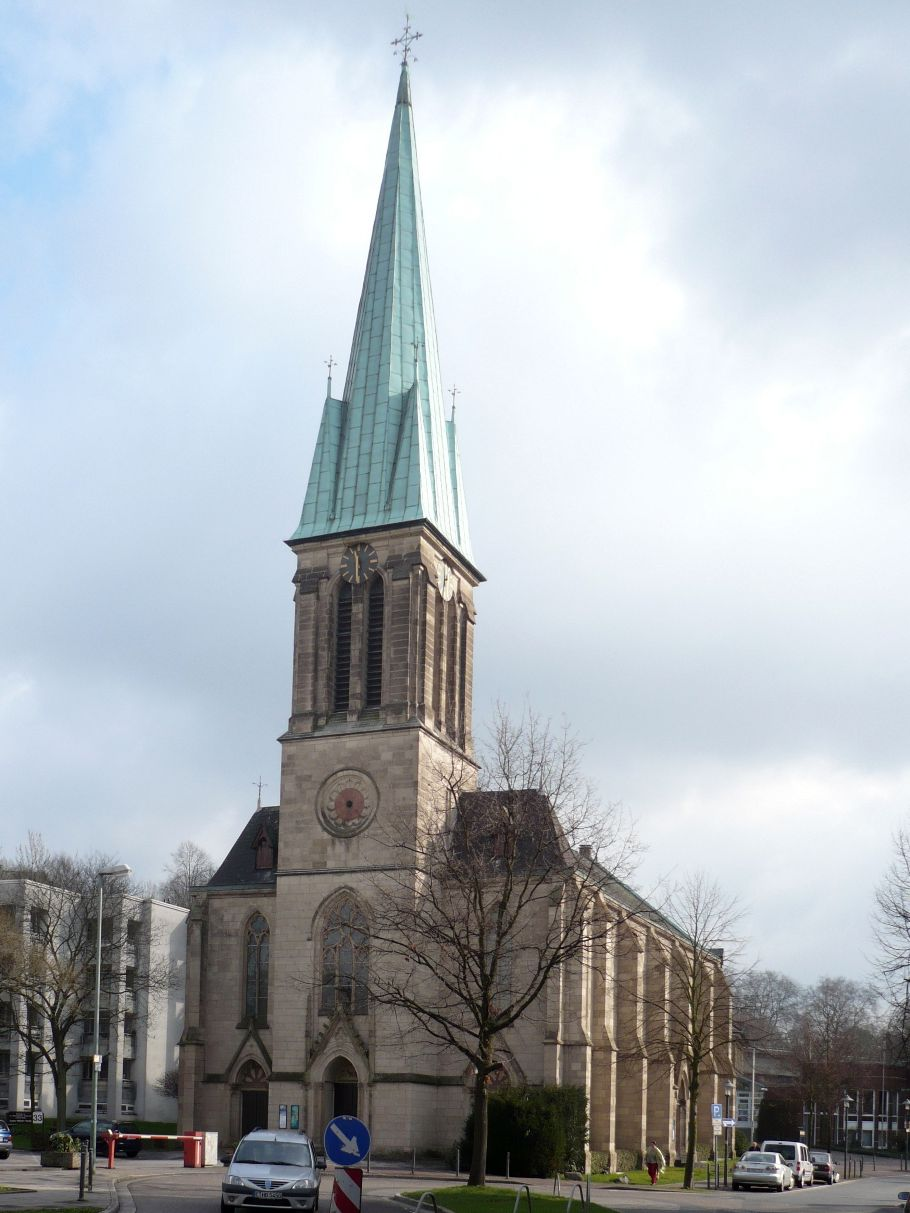
Friedenskirche in Essen-Steele
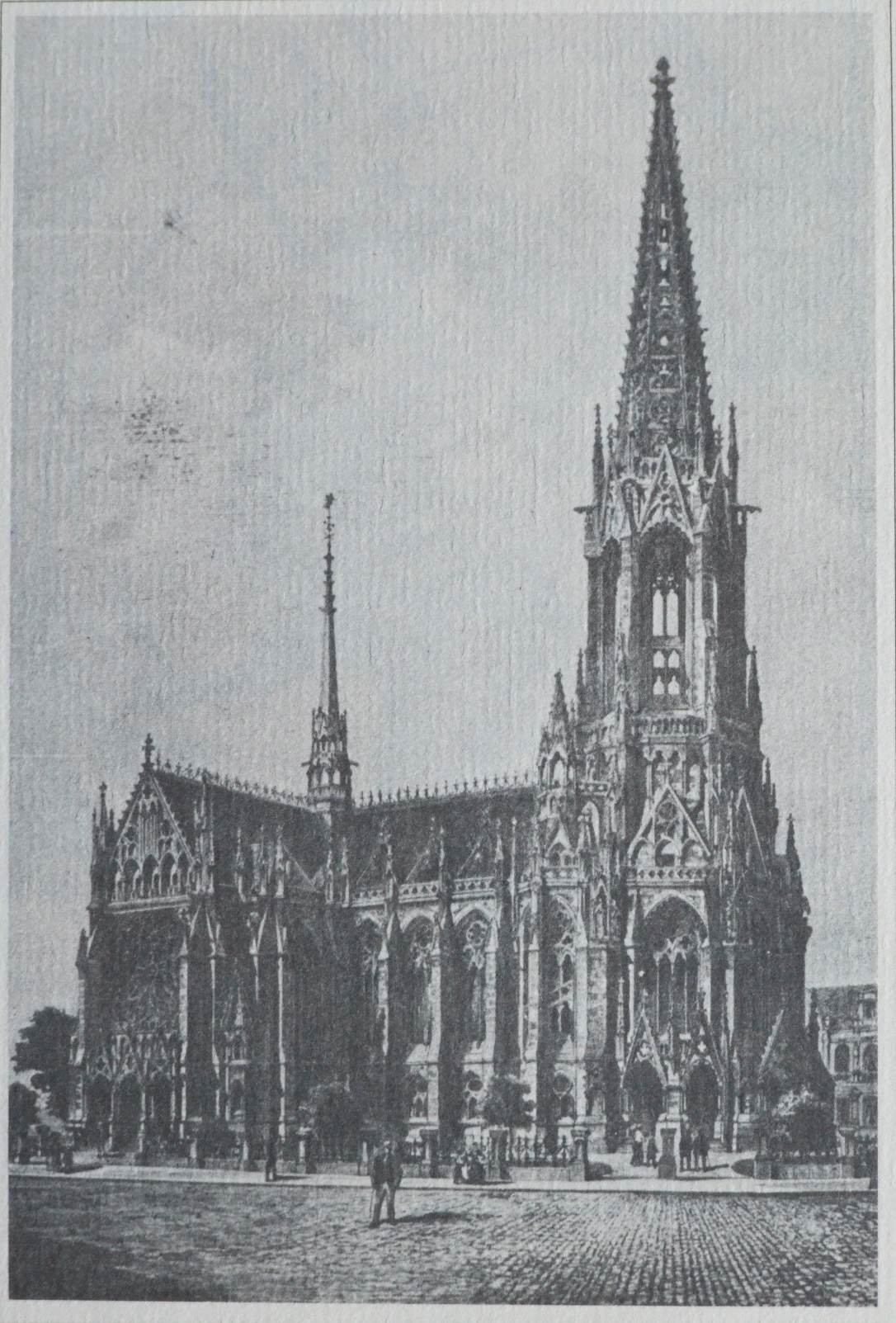
Gedächtniskirche der Protestation in Speyer
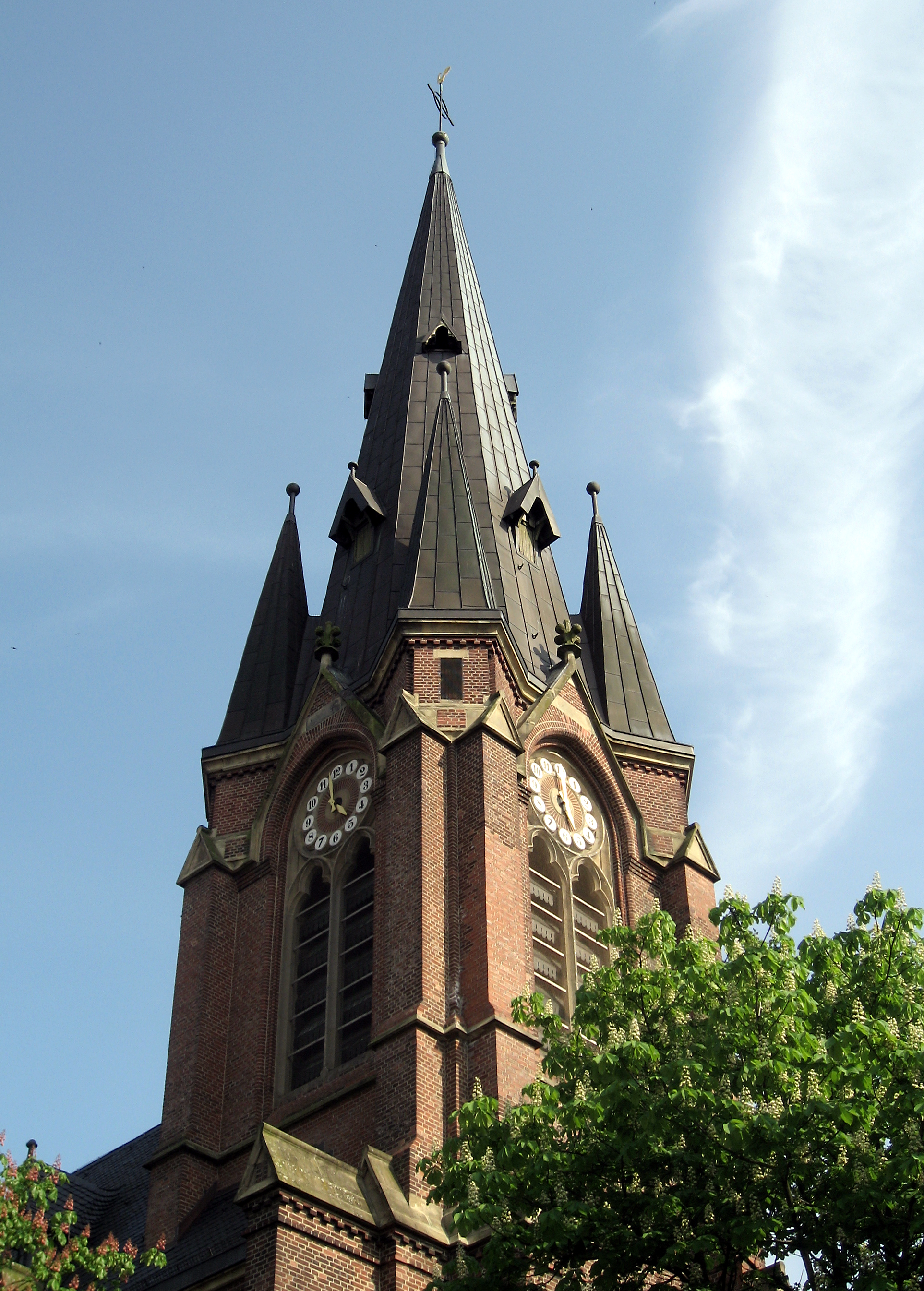
Kreuzkirche in Herne
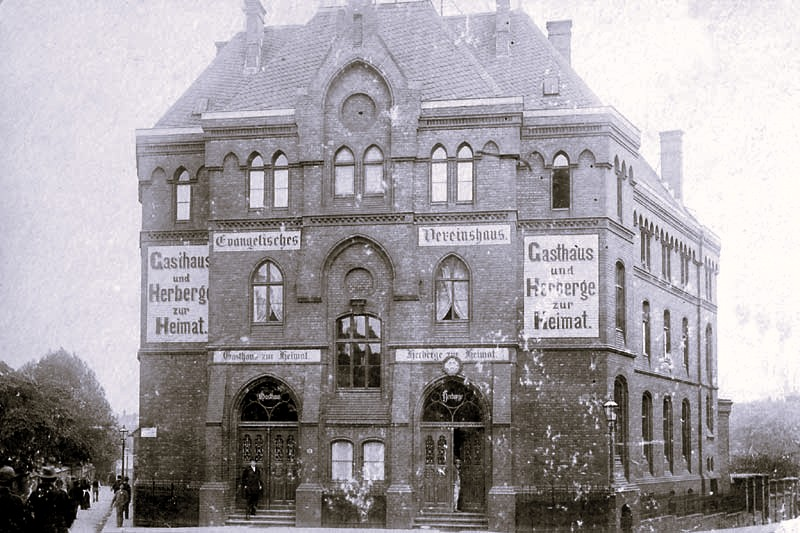
Gasthaus und Herberge zur Heimat in Essen (um 1900)

- Wettbewerbsentwurf 1864, Ausführung 1866–1872: evangelische Pauluskirche in Essen, III. Hagen / Vereinstraße (kriegszerstört)
- 1868: Entwurf für die Restaurierung und Erweiterung des Willibrordi-Doms in Wesel (nicht ausgeführt)[2]
- 1869: Wettbewerbsentwurf für das Neue Rathaus in Dortmund (gemeinsam mit J. Marchand, Köln) (1. Preis)
- 1871–1872: evangelische Friedenskirche in Essen-Steele, Kaiser-Wilhelm-Straße 37 (unter Denkmalschutz)
- 1872: Entwurf für die katholische Pfarrkirche St. Gertrudis in Essen, Viehofer Platz (ausgeführt nach durch August Rincklake verändertem Entwurf)
- 1872–1875: evangelische Kreuzkirche in Herne, An der Kreuzkirche (gemeinsam mit Peter Zindel)
- vor 1880: Entwurf für die evangelische Lutherkirche in Castrop, Biesenkamp / Am Bennertor (gemeinsam mit Peter Zindel, Ausführung 1880–1881 durch Gerhard August Fischer)
- Wettbewerbsentwurf 1884, Ausführung 1893–1904: Gedächtniskirche der Protestation in Speyer (gemeinsam mit Carl Nordmann)
- 1886: Wettbewerbsentwurf für die katholische Pfarrkirche St. Maximilian in München (1. Preis, nicht ausgeführt)[3][4]
- 1887–1888: Gasthaus und Herberge zur Heimat (Ursprungsbau des heutigen Hotels Essener Hof) in Essen, Bachstraße / Teichstraße (mehrfach umgebaut, aufgestockt und erweitert)
- 1887–1890: evangelische Kirche (später genannt Alte Kirche) in (Essen-)Altenessen, Altenessener Straße 423 (unter Denkmalschutz)

### Schriften (Auswahl)
- Die Anwendung mittelalterlicher Bauformen, namentlich des gotischen Styles, für neue Protestantische Kirchen. In: Kölner Domblatt, 1847, Nr. 247.[5]